# Université centrale des Minorités
 (août 2016).
Si vous disposez d'ouvrages ou d'articles de référence ou si vous connaissez des sites web de qualité traitant du thème abordé ici, merci de compléter l'article en donnant les références utiles à sa vérifiabilité et en les liant à la section « Notes et références ».
L'université centrale des Minorités (chinois simplifié : 中央民族大学 ; pinyin : zhōngyāng mínzú dàxué) ou Minzu University of China, est une université publique située à Pékin. Elle est administrée par la Commission des affaires ethniques d'Etat.
Créée en 1951, l'université est une évolution de l'École des minorités (民族学院, mínzú xuéyuàn) créée en 1941 pendant la guerre de résistance à l'occupant japonais. Il s'agit de l'université la plus renommée des universités des minorités ethniques.

## Histoire

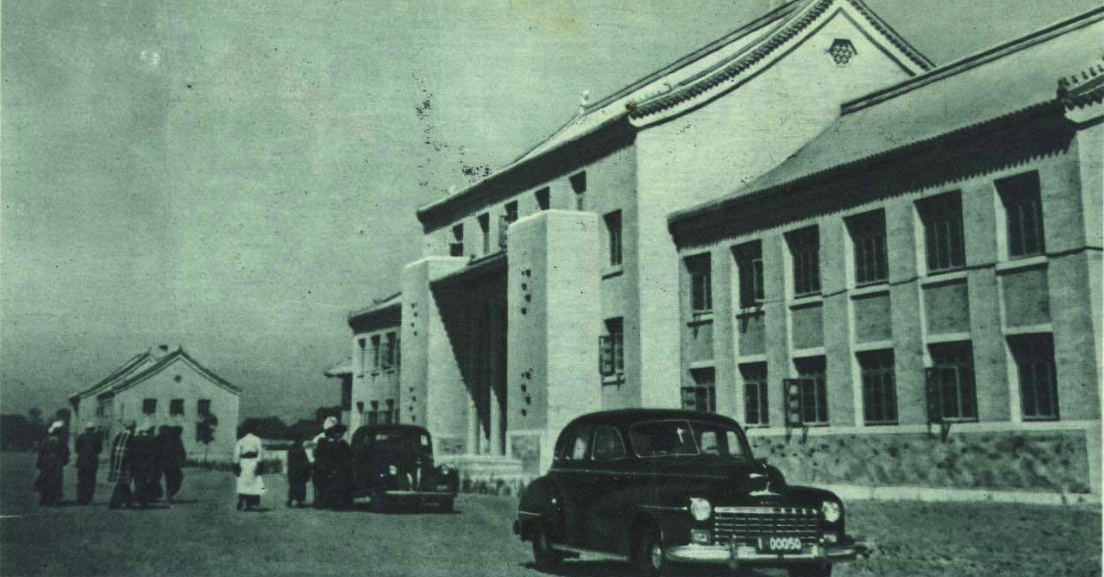
L'université en 1951.

## Anciens professeurs et élèves
- Chen Qingying
- Jigmé Ngapo
- Ilham Tohti
- Fei Xiaotong
- Tsering Yangdzom